# Björkna
Björkna (Blicca bjoerkna, tidigare Abramis bjoerkna) är en art i familjen karpfiskar. Den är en högryggad fisk som är sammanpressad från sidorna, och som är tydligt silverfärgad med stora fjäll och relativt stora ögon. Vanligen är fisken 15–25 cm lång, men den kan bli upp till 45 cm lång. Den största sportfiskade individen i Sverige var 44 cm lång och vägde 1,48 kg. Den är relativt svår att artbestämma och kan lätt förväxlas med braxen (framför allt som juvenil). Björknan har relativt huvudstorlek ett större öga än braxen. Ögats diameter är hos björknan större än eller lika stor som noslängden framför ögat. Hos braxen är nosen framför ögat längre än ögats diameter. Björknans bröstfena når ej ända bak till bukfenans främre kant. Bröst- och bukfenor är rödaktiga eller skära med grå spetsar. För att med säkerhet kunna särskilja braxen och björkna krävs dock att man tittar på fler karaktärer. Braxen har 25–27 strålar på analfenan och 51–60 fjäll längs sidolinjen, medan motsvarande siffror hos björkna är 21–24 respektive 43–50.  Det som ytterligare försvårar artbestämningen är att björknan kan hybridisera med braxen, mört och sarv och vimma.

## Utbredning och ekologi
Björkna förekommer naturliga i stora delar av Europa och västra Asien. I Sverige finns den i låglandsområden i södra och mellersta Sverige. Arten trivs bäst i lugna vattendrag och larverna hittas framför allt i stilla vatten. Den kan vara extremt vanlig i vattendrag med lämpliga habitat. Livnär sig framför allt på bottenlevande djur, men äter också fiskrom och växtdelar. Arten leker under maj, juni och juli på grunt vatten, gärna där det är gott om växtlighet.